# Hans Betz (Ruderer)
Hans Betz (* 28. Juli 1931 in Köln) ist ein ehemaliger deutscher Ruderer. Er belegte im Achter den fünften Platz bei den Olympischen Spielen 1952.

## Sportliche Karriere
Hans Betz vom Kölner Ruderverein von 1877 gewann mit dem Vereinsachter den Titel bei den deutschen Meisterschaften 1950 und 1952, 1951 belegte das Boot den zweiten Platz. Der Meisterschaftssieg 1952 bedeutete für die Kölner auch die Nominierung für die Olympischen Spiele in Helsinki. Der Achter belegte dort im zweiten Vorlauf den dritten Platz hinter dem US-Achter und den Briten. Durch Siege in zwei Hoffnungslauf-Runden qualifizierte sich die Crew trotzdem für das Finale und belegte dort den fünften und letzten Platz.
1953 belegte Hans Betz mit dem Kölner Vierer ohne Steuermann den zweiten Platz bei den Deutschen Meisterschaften, 1955 gewann er in dieser Bootsklasse den Titel. 1955 gehörten die Ruderer aus dem Vierer auch zum Kölner Achter, der erneut den deutschen Meistertitel gewann. Der Achter trat auch bei den Europameisterschaften an und belegte den dritten Platz. Nachdem Hans Betz 1953 den Meistertitel im Vierer mit Steuermann gewonnen hatte, versuchte er sich 1956 in dieser Bootsklasse für die Olympischen Spiele zu qualifizieren, das Boot belegte aber bei den deutschen Meisterschaften nur den dritten Platz.
Für seine sportlichen Leistungen wurde er am 1. Dezember 1950 mit dem Silbernen Lorbeerblatt ausgezeichnet.